# Campeonato Mundial de Ciclismo em Pista de 1989
O LXXXVI Campeonato Mundial de Ciclismo em Pista celebrou-se em Lyon (França) no mês de agosto de 1989 baixo a organização da União Ciclista Internacional (UCI) e a Federação Francesa de Ciclismo.
As competições realizaram-se no Velódromo Georges Préveral da cidade francesa. Ao todo disputaram-se 15 provas, 12 masculinas (5 profissionais e 7 amador) e 3 femininas.

## Medalhistas

### Masculino profissional
| Evento                 | Ouro                         | Prata                     | Bronze                                   |
| ---------------------- | ---------------------------- | ------------------------- | ---------------------------------------- |
| Velocidade individual  | Claudio Golinelli · Itália   | Yuichiro Kamiyama · Japão | Hideyuki Matsui · Japão                  |
| Perseguição individual | Colin Sturgess · Reino Unido | Dean Woods · Austrália    | Régis Clère · França                     |
| Carreira por pontos    | Urs Freuler · Suíça          | Gary Sutton · Austrália   | Martin Penc · Tchecoslováquia            |
| Keirin                 | Claudio Golinelli · Itália   | Patrick Da Rocha · França | Masatoshi Sako · Japão                   |
| Meio fundo             | Giovanni Renosto · Itália    | Walter Brugna · Itália    | Torsten Rellensmann · Alemanha Ocidental |

### Masculinoamador
| Evento                  | Ouro                                                                              | Prata                                                                                   | Bronze                                                                 |
| ----------------------- | --------------------------------------------------------------------------------- | --------------------------------------------------------------------------------------- | ---------------------------------------------------------------------- |
| Velocidade individual   | Bill Huck · Alemanha Oriental                                                     | Michael Hübner · Alemanha Oriental                                                      | Nikolai Kovsh · União Soviética                                        |
| Perseguição individual  | Viacheslav Yekimov · União Soviética                                              | Jens Lehmann · Alemanha Oriental                                                        | Steffen Blochwitz · Alemanha Oriental                                  |
| Perseguição por equipas | Alemanha Oriental · Steffen Blochwitz · Carsten Wolf · Thomas Liese · Guido Fulst | União Soviética · Viacheslav Yekimov · Yevgueni Berzin · Dmitry Nelyubin · Mijail Orlov | Itália · Marco Villa · Giovanni Lombardi · Ivan Cerioli · David Solari |
| 1 km contrarrelógio     | Jens Glücklich · Alemanha Oriental                                                | Martin Vinnicombe · Austrália                                                           | Aleksandr Kirichenko · União Soviética                                 |
| Carreira por pontos     | Marat Satybaldiyev · União Soviética                                              | Fabio Baldato · Itália                                                                  | Leo Peelen · Países Baixos                                             |
| Meio fundo              | Roland Königshofer · Áustria                                                      | Tonino Vittigli · Itália                                                                | Thomas Königshofer · Áustria                                           |
| Tándem                  | França · Fabrice Colas · Frédéric Magné                                           | Tchecoslováquia · Jiří Iliek · Lubomír Hargaš                                           | Itália · Andrea Faccini · Federico Paris                               |

### Feminino
| Evento                 | Ouro                            | Prata                              | Bronze                          |
| ---------------------- | ------------------------------- | ---------------------------------- | ------------------------------- |
| Velocidade individual  | Erika Salumäe · União Soviética | Galina Yeniujina · União Soviética | Isabelle Gautheron · França     |
| Perseguição individual | Jeannie Longo · França          | Petra Rossner · Alemanha Oriental  | Barbara Ganz · Suíça            |
| Carreira por pontos    | Jeannie Longo · França          | Barbara Ganz · Suíça               | Janie Eickhoff · Estados Unidos |

## Medalheiro
| Ordem | País               | Medalha de ouro | Medalha de prata | Medalha de bronze | Total |
| ----- | ------------------ | --------------- | ---------------- | ----------------- | ----- |
| 1     | Itália             | 3               | 3                | 2                 | 8     |
| 2     | Alemanha Oriental  | 3               | 3                | 1                 | 7     |
| 3     | União Soviética    | 3               | 2                | 2                 | 7     |
| 4     | França             | 3               | 1                | 2                 | 6     |
| 5     | Suíça              | 1               | 1                | 1                 | 3     |
| 6     | Áustria            | 1               | 0                | 1                 | 2     |
| 7     | Reino Unido        | 1               | 0                | 0                 | 1     |
| 8     | Austrália          | 0               | 3                | 0                 | 3     |
| 9     | Japão              | 0               | 1                | 2                 | 3     |
| 10    | Tchecoslováquia    | 0               | 1                | 1                 | 2     |
| 11    | Estados Unidos     | 0               | 0                | 1                 | 1     |
| 11    | Países Baixos      | 0               | 0                | 1                 | 1     |
| 11    | Alemanha Ocidental | 0               | 0                | 1                 | 1     |
|       | TOTAL              | 15              | 15               | 15                | 45    |